# San Leonardo (metropolitana di Milano)
San Leonardo è una stazione della linea M1 della metropolitana di Milano.

## Storia
La stazione, che prende il nome dall'omonimo quartiere milanese, venne inaugurata il 12 aprile 1980, come capolinea del prolungamento proveniente da QT8.
Secondo il progetto, il nome originario della stazione era Gallaratese 2..
Rimase capolinea fino al 28 settembre 1986, quando la linea venne estesa fino a Molino Dorino.

## Servizi
La stazione dispone di:
- Scale mobili
- Emettitrice automatica biglietti
- Stazione video sorvegliata
- Parcheggio di scambio con 333 posti[6]

## Galleria d'immagini

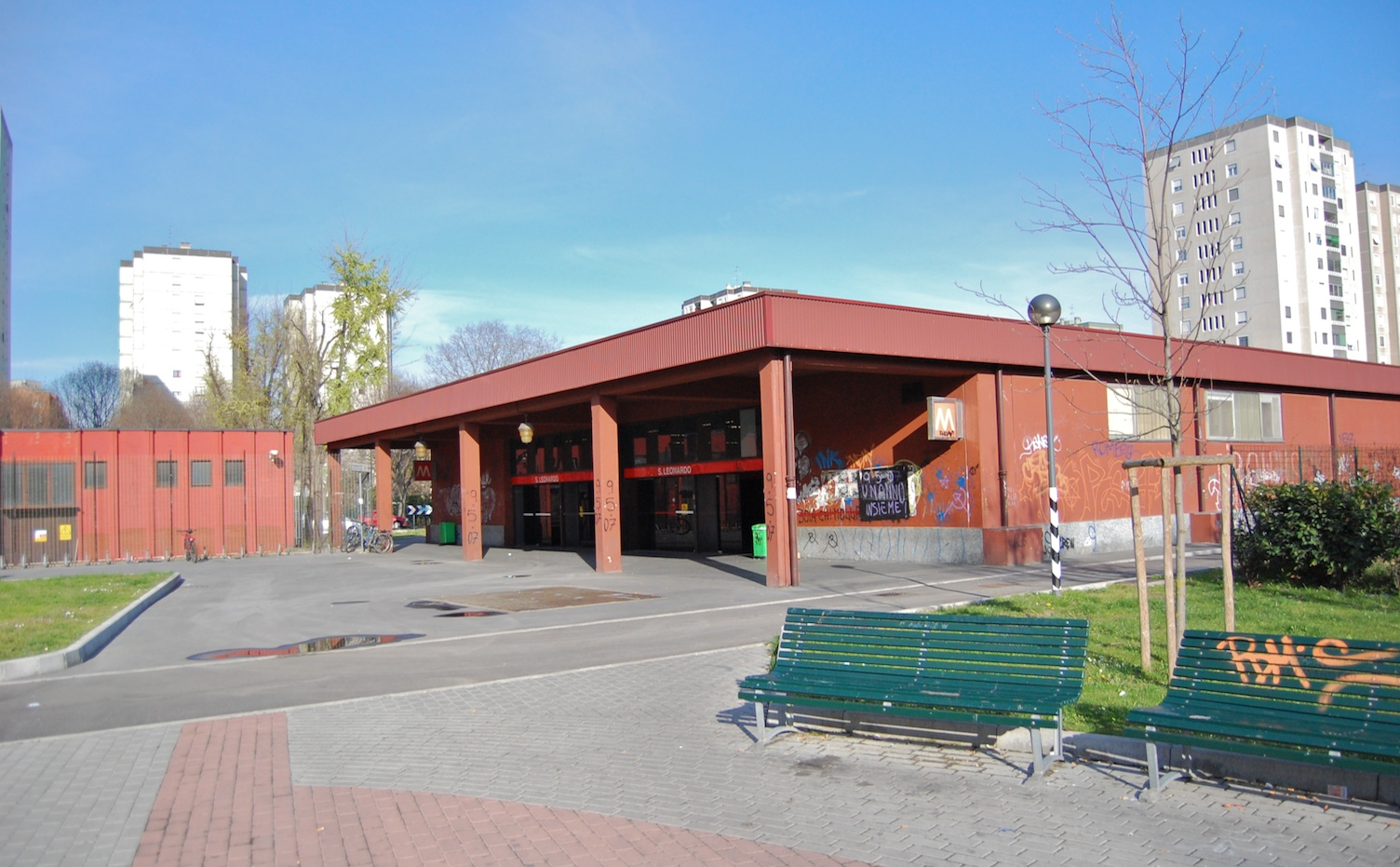
L'ingresso